# Tetraglenes flavovittatus
Tetraglenes flavovittatus là một loài bọ cánh cứng trong họ Cerambycidae.